# Hosszúberek-Péteri (železniční zastávka)
Hosszúberek-Péteri je železniční zastávka v Maďarsku, v obci Hosszúberek, která se nachází poblíž obce Péteri v župě Pešť. Zastávka byla otevřena v roce 1847, kdy byla zprovozněna trať mezi Budapeští a Szolnokem.

## Provozní informace
Zastávka má nástupiště u obou traťových kolejí. V zastávce není možnost zakoupení jízdenky. Trať procházející zastávkou je elektrizována střídavým proudem 25 kV, 50 Hz. Provozuje ji společnost MÁV.

## Doprava
Zastavují zde pouze osobní vlaky do Kecskemétu, Szolnoku a Budapešti. Projíždějí zde vnitrostátní vlaky InterCity.

## Tratě
Stanicí prochází tato trať:
- Budapešť–Cegléd–Szolnok (MÁV 100a)